# Čkalovskaja (metropolitana di Ekaterinburg)
La stazione di Čkalovskaja (Чкаловская) è una stazione della metropolitana di Ekaterinburg, sulla linea 1.

## Storia
La stazione di Čkalovskaja venne attivata il 28 luglio 2012 sulla tratta da Geologičeskaja a Botaničeskaja della linea 1, aperta il 28 novembre dell'anno precedente.

## Strutture e impianti
Si tratta di una stazione sotterranea, con due binari – uno per ogni senso di marcia – serviti da una banchina ad isola.